# Fakultet političkih nauka Univerziteta u Sarajevu
Fakultet političkih nauka u Sarajevu (FPN Sarajevo) visokoškolska je ustanova u Sarajevu, članica Univerziteta u Sarajevu. Osnovan je 1961. godine nastavljajući funkciju dotadašnje Visoke škole političkih nauka.

## Odsjeci
Na fakultetu djeluju sljedeći odsjeci: 
- Odsjek za politologiju
- Odsjek za sociologiju
- Odsjek za komunikologiju
- Odsjek za socijalni rad
- Odsjek sigurnosne i mirovne studije

Pored dodiplomskog (trogodišnjeg) studija fakultet organizuje i postdiplomske studije „Bosna i Hercegovina  u savremenom svijetu” i „Diplomatija u savremenom svijetu”.
FPN radi na reformama koje nalaže Bolonjska deklaracija.

## Spoljašnje veze
- Zvanični veb-sajt